# Pontelandolfo
Pontelandolfo is een gemeente in de Italiaanse provincie Benevento (regio Campanië) met 2500 inwoners (31-12-2004). De oppervlakte bedraagt 28,9 km², de bevolkingsdichtheid is 90 inwoners per km².
Pontelandolfo ligt in de Sannio Heuvels, halverwege Napels en Campobasso.

## Geschiedenis
De geschiedenis van dit gebied gaat duizenden jaren terug. De naam van het dorp is afgeleid van Pontis Landulphi, wat "brug van Landolfo" betekent. In de oudheid vielen de Romeinen Pontelandolfi binnen. De brug over de rivier L'Alenta was de enige route die de dorpelingen konden gebruiken om aan de Romeinen te ontsnappen. De brug werd verdedigd door een strijder met de naam Landolfo. De heldhaftigheid van Landolfo wordt gesymboliseerd door een monument in de kom van het dorp.

## Geografie

### Landbouw
Veel van het omliggende gebied (14,91 vierkante kilometer) wordt gebruikt voor landbouw. Het land waarop Pontelandolfo ligt wordt beschouwd als een  van de vruchtbaarste streken van Italië. Ook de oude Grieken waren geïnteresseerd in dit gebied om er olijven te verbouwen. In de 21e eeuw wordt er een verscheidenheid aan gewassen verbouwd, naast olijven. Het belangrijkst zijn weilanden,  en akkers voor de verbouw van graangewassen.

### Hoogten
Pontelandolfo is gelegen in een bergachtig gebied van Italië. Het hoogste punt is 1017 meter, het laagstgelegen gebied ligt op 400 meter. In het hoogland wonen de meeste inwoners van Pontelandolfo.

### Bergen
Er zijn drie bergen die Pontelandolfo omringen. Calvello met een hoogte van 1017 meter, Toppo Mangialardo met een hoogte van 917 meter en Forgioso met een hoogte van 850 meter.

### Overig
Pontelandolfo grenst aan de gemeenten Campolattaro, Casalduni, Cerreto Sannita, Fragneto Monforte, Morcone en San Lupo.